# Старий Наквасін
Старий Наквасін (пол. Stary Nakwasin) — село в Польщі, у гміні Козьмінек Каліського повіту Великопольського воєводства.
Населення — 244 особи (2011).
У 1975-1998 роках село належало до Каліського воєводства.

## Демографія
Демографічна структура станом на 31 березня 2011 року:
|          | Загалом | Допрацездатний вік | Працездатний вік | Постпрацездатний вік |
| -------- | ------- | ------------------ | ---------------- | -------------------- |
| Чоловіки | 122     | 30                 | 81               | 11                   |
| Жінки    | 122     | 25                 | 72               | 25                   |
| Разом    | 244     | 55                 | 153              | 36                   |